# Ameritech Cup 1993
L'Ameritech Cup 1993 è stato un torneo femminile di tennis giocato sul sintetico indoor. È stata la 22ª edizione del torneo, che fa parte della categoria Tier II nell'ambito del WTA Tour 1993. Si è giocato nell'UIC Pavilion di Chicago negli USA, dall'8 al 14 febbraio 1993.

## Campionesse

### Singolare
Monica Seles ha battuto in finale  Martina Navrátilová con il punteggio di 3–6, 6–2, 6–1

### Doppio
Katrina Adams /  Zina Garrison-Jackson hanno battuto in finale  Amy Frazier /  Kimberly Po con il punteggio di 7–6, 6–3